# Eurohippus
Eurohippus é um gênero extinto de mamíferos da família Equidae. Ocorreu na Europa durante o Eoceno (Médio a Superior), com registros fósseis encontrados na Alemanha, França, Bélgica e Suíça.